# Odontopera cervinaria
Odontopera cervinaria är en fjärilsart som beskrevs av Moore 1867. Odontopera cervinaria ingår i släktet Odontopera och familjen mätare. Inga underarter finns listade i Catalogue of Life.